# Nectria modesta
Nectria modesta är en svampart som beskrevs av Höhn. 1907. Nectria modesta ingår i släktet Nectria och familjen Nectriaceae.  Arten är reproducerande i Sverige. Inga underarter finns listade i Catalogue of Life.